# 杉江謙介
杉江 謙介（すぎえ けんすけ、1976年3月7日 - ）は、京都府出身の俳優。エヌフォースプロモーション所属。

## 人物
- 血液型B型。身長は172cm。バスト90cm。ウエスト85cm。ヒップ90cm。靴のサイズ27cm。
- 少林寺拳法三段。趣味はツーリング、ドライブ。

## 出演

### テレビ

#### 日本テレビ系列
- 24時間テレビ 「愛は地球を救う」内ドラマ 既婚者からの遺言 － 郵便配達員 役
- 猿ロック Episode4-1

#### フジテレビ系列
- 金曜プレステージ 所轄刑事3 － チンピラ 役

#### テレビ朝日
- 土曜ワイド劇場 隠蔽捜査 － 警視庁吉見班刑事 役
- ナサケの女〜国税局査察官〜 － 川嶋大輔 役

#### テレビ東京系列
- 水曜ミステリー9 Bodyguard － 殺し屋 役
- ドラマ24 エリートヤンキー三郎 － 三郎軍団員 役

### インターネット
- Aチャン第3,12話 － ケンスケ 役

### 映画
- 貸しホーム屋 － 泰 役
- ワルボロ － 朝鮮中19 役

### 舞台
- ‐29 ひきにく － 主人公の仲間 役
- いばらき童子 － ホテルの従業員 役
- 走れ、俊輔 － 山県狂介 役
- 西向く侍 － ギャングのボス 役
- エレクトリックール － 気持ち悪い電気屋 役（劇団アンダーエイジ）